# Jens Bødtker Rasmussen
Pour les articles homonymes, voir Rasmussen.
Jens Bødtker Rasmussen, né le 16 avril 1947 à Copenhague au Danemark, mort le 3 mai 2005, est un herpétologiste danois.

## Biographie
Jens Bødtker Rasmussen naît à Copenhague en 1947 où il grandit et poursuit ses études. Durant sa scolarité il se rend régulièrement au musée zoologique, un vieux bâtiment situé rue Krystalgade (da), où il prendra en 1977 le poste de conservateur de la partie herpétologique.
Ses recherches concernent essentiellement les serpents et, plus particulièrement, ceux d'Afrique. Sa première expédition a lieu dans le Sud du Soudan d'où il rapporte une importante collection pour le muséum. D'autres expéditions suivront notamment dans les monts Usambara et Udzungwa en Tanzanie ainsi que République démocratique du Congo (à l'époque Zaïre).
Il passe son doctorat en 1994 à l'Université de Copenhague avec pour thèse une étude sur les serpents du genre Dipsadoboa.

## Taxons décrits en son honneur
- Urocotyledon rasmusseni Bauer & Menegon, 2006 [2]
- Varanus rasmusseni Koch, Gaulke & Böhme, 2010 [2]

## Quelques taxons décrits
- Crotaphopeltis braestrupi Rasmussen, 1985
- Dipsadoboa flavida broadleyi Rasmussen, 1989
- Dipsadoboa underwoodi Rasmussen, 1993
- Micrelaps bicoloratus moyeri Rasmussen, 2002